# Kannus
Kannus est une ville de Finlande, dans la région d'Ostrobotnie centrale.

## Histoire
La commune a été créée à la suite d'une scission de Lohtaja en 1859. Elle croît ensuite en tant que bourg agricole, au milieu des fertiles plaines ostrobotniennes. En 1934, un grand incendie ravage la petite cité, ne laissant debout que l'église construite en 1817 et quelques maisons autour. La ville est néanmoins rapidement reconstruite.
Depuis la reconstruction, la population est restée quasiment stable, fluctuant entre 5 082 en 1970 et 6 270 en 1997, avec actuellement une très légère tendance à la baisse.
De petites usines agroalimentaires ou de confection de meubles constituent l'essentiel de l'industrie. L'agriculture reste le moteur de l'économie.
L'axe routier principal est la route nationale 28 entre Kokkola (la capitale régionale, distante de 40 km) et Kajaani.

## Démographie
Depuis 1980, l'évolution démographique de Kannus est la suivante :
| Année      | 1980  | 1985  | 1990  | 1995  | 2000  | 2005  | 2010  |
| ---------- | ----- | ----- | ----- | ----- | ----- | ----- | ----- |
| population | 5 348 | 5 914 | 6 126 | 6 308 | 6 106 | 5 937 | 5 737 |

## Personnalités
Kannus est la ville de naissance de deux des politiciens les plus célèbres de Finlande. Tout d'abord Oskari Tokoi, un des chefs des rouges pendant la Guerre civile de 1918. Plus récemment, elle est aussi le berceau d'Esko Aho, sans doute l'homme politique le plus puissant de Finlande dans les années 1990, surnommé le Kennedy de Kannus. Sa courte défaite aux élections présidentielles de 2000 contre Tarja Halonen a entraîné la fin de sa carrière politique.
C'est également la ville de naissance du snowboarder Risto Mattila.
Les municipalités voisines sont Toholampi au sud-est, Kälviä au sud-ouest, Lohtaja à l'ouest, Himanka au nord-ouest, et côté Ostrobotnie du Nord Kalajoki au nord et Sievi à l'est.

## Jumelages
Kannus fait partie de la Charte des Communes Rurales d'Europe qui comprend une entité par État membre de l’Union européenne, soit 27 autres communes, :
- Hepstedt (Allemagne)
- Lassee (Autriche)
- Bièvre (Belgique)
- Slivo pole (Bulgarie)
- Léfkara (Chypre)
- Tisno (Croatie)
- Næstved (Danemark)
- Bienvenida (Espagne)
- Põlva (Estonie)
- Cissé (France)
- Kolindros (Grèce)
- Nagycenk (Hongrie)
- Cashel (Irlande)
- Bucine (Italie)
- Kandava (Lettonie)
- Žagarė (Lituanie)
- Troisvierges (Luxembourg)
- Nadur (Malte)
- Esch (Pays-Bas)
- Strzyżów (Pologne)
- Samuel (Portugal)
- Starý Poddvorov (Tchéquie)
- Ibănești (Roumanie)
- Desborough (Royaume-Uni)
- Medzev (Slovaquie)
- Moravče (Slovénie)
- Ockelbo (Suède)